# Schelde
Schelde (fransk l'Escaut) er en 350 km lang flod, der udspringer i det nordlige Frankrig, flyder gennem Belgien og nær Antwerpen flyder mod vest ind i Holland mod Nordsøen. Den er hovedfloden i de belgiske byer Gent og Antwerpen.

## Bifloder
- Oosterschelde
- Westerschelde
  - Schijn
  - Rupel
    - Nete
      - Kleine Nete
      - Grote Nete

    - Dijle
      - Zenne
      - Demer
      - Voer
      - IJse
      - Nethen
      - Laan
      - Thyle

  - Durme
  - Dender
    - Mark
    - Ruisseau d'Ancre
    - Zulle
    - Austre Dender
    - Vestre Dender

  - Lys
    - Mandel
    - Heulebeek
    - Gaverbeek
    - Douve
    - Deûle
      - Marque
      - Souchez

    - Laquette
    - Lawe
    - Clarence
    - Becque de Steenwerk

  - Zwalm
  - Rone
    - Rhosne

  - Scarpe
    - Crinchon
    - Ugy

  - Haine
    - Trouille
    - Hogneau
      - Honelle

  - Rhonelle
  - Écaillon
  - Selle
  - Torrent d'Esnes
  - Sensée
    - Hirondelle

  - Erclin
  - Eauette